# 이종원 (축구 선수)
이종원(1989년 3월 14일 ~ )은 대한민국의 축구 선수이며 포지션은 중앙 미드필더이다.

## 축구인 경력

### 선수 경력
2011년 드래프트로 부산 아이파크에 입단하였으나 첫 시즌 리그 1경기 출전에 그쳤다. 2012 시즌 개막 후 주전으로 출전하며 좋은 모습을 보이자 홍명보 감독이 이끄는 대한민국 올림픽 대표팀에 선발되었다.
2013년 7월 12일, 전성찬과 트레이드되어 성남 일화 천마에 입단했다.